# 木造地区警察署襲撃事件
木造地区警察署襲撃事件（きづくりちくけいさつしょしゅうげきじけん）とは、1952年（昭和27年）2月21日から2月23日にかけて、青森県西津軽郡木造町（現つがる市）で発生した在日朝鮮人による事件。

## 事件の背景
当時、在日朝鮮人は祖国防衛隊を組織し、所感派が主導権を握る日本共産党の指令の下全国各地で暴動を起こしていた。

## 事件の概要
1952年2月21日、国家地方警察青森県本部木造地区警察署は、傷害容疑で在日朝鮮人2名を逮捕した。これに対し、在日朝鮮人数十人が検挙者の即時釈放を要求して連日署に押しかけた。2月23日に入り、在日朝鮮人約70名が署内への侵入を図って警備の警察官と揉み合いになり、警察署の玄関のガラス戸が破壊された。
また同日午後7時、応援に駆けつけていた弘前地区警察署の署員11人が、国鉄五能線木造駅を警備していたところ、在日朝鮮人に取り囲まれ、警棒を奪われる事件も発生している（後に警棒は木造駅近くに捨てられているのが発見された）。